# In Secret
In Secret è un film del 2013 diretto da Charlie Stratton e con protagonisti Elizabeth Olsen, Tom Felton, Oscar Isaac e Jessica Lange. La sceneggiatura del film, scritta dallo stesso Charlie Stratton, si basa sul romanzo Teresa Raquin scritto da Émile Zola nel 1867.

## Trama
Thérèse Raquin è una giovane donna che vive nella Parigi del 1867, intrappolata in un matrimonio senza amore con il cugino cagionevole di salute Camille. Frustrata e insoddisfatta della sua vita e del suo matrimonio si lascia sedurre dall'amico di famiglia Laurent, uomo dal temperamento rude e focoso e i due amanti, travolti dalla passione, arriveranno ad uccidere Camille facendolo passare per un incidente. Nonostante il loro amore, anche dopo sposati i due non riusciranno a trovar pace per il gesto compiuto...

## Distribuzione
Il film è stato proiettato in anteprima mondiale il 7 settembre 2013 alla trentottesima edizione del Toronto International Film Festival e sarà distribuito nei cinema statunitensi a partire dal 21 febbraio 2014.

### Titolo
Il primo titolo del film era Thérèse, cambiato poi in In Secret con l'uscita del primo trailer ufficiale il 3 dicembre 2013.